# Burmagomphus arvalis
Burmagomphus arvalis – gatunek ważki z rodziny gadziogłówkowatych (Gomphidae). Występuje w Chinach (stwierdzony w prowincji Jiangsu we wschodniej części kraju).